# Orphanostigma abruptalis
Orphanostigma abruptalis is een vlinder uit de familie van de grasmotten (Crambidae), uit de onderfamilie van de Spilomelinae. De wetenschappelijke naam van deze soort is voor het eerst voorgesteld als Asopia abruptalis door Francis Walker in een publicatie uit 1859.

## Verspreiding
De soort komt voor in:
- het Afrotropisch gebied waaronder Kaapverdië, Senegal, Mali, Liberia, Ghana, Nigeria, Equatoriaal Guinee, Gabon[1], Congo-Kinshasa, Somalië, Kenia, Rwanda, Tanzania[1], Zambia, Zimbabwe, de Comoren, de Seychellen, Mauritius, Réunion en Jemen,
- het Oriëntaals gebied waaronder India, Sri Lanka, de Andamanen, China[1], Myanmar en Taiwan,
- het Australaziatisch gebied waaronder Australië (Queensland) en Fiji.

## Waardplanten
- Asteraceae
  - Elephantopus sp.
- Lamiaceae
  - Coleus dysentericus
  - Hyptis sp.
  - Mentha piperita
  - Ocimum basilicum
  - Perilla sp.
  - Plectranthus rotundifolius
- Malvaceae
  - Gossypium hirsutum
- Theaceae
  - Camellia japonica